# 고사리목
고사리목(Polypodiales)은 양치식물의 주요 계통으로, 현존하는 양치식물 종의 80% 이상을 차지한다. 열대, 준열대, 온대 지역을 포함하여 전 세계의 여러 곳에서 발견된다. 이 분류군은 다음과 같은 특징을 가지고 있다. 포자낭은 줄기와 열개부(Stomium)에 의해 끊기는 수직으로 된 환대를 가지며, 포막(indusium)이 측면 또는 중앙에 달려있다.(또는 사라짐)
최신의 유전학적 분석 결과에 의하면, 고사리목은 진화적으로 가장 발달한 중원형식물(양치식물) 목 중의 하나로 간주될 수 있다. 약 1억년 전에 처음 나타나 다양하게 번성해왔으며, 뒤따라서 속씨식물의 분화로 이어진 것으로 추정하고 있다.

## 하위 과
고사리목은 다음과 같은 과를 포함하고 있다.
- 삭콜로마과 (Saccolomataceae) Doweld & Reveal 2008
- 론키티스과 (Lonchitidaceae) C.Presl ex M.R.Schomb. 1848
- 키스토디움과 (Cystodiaceae) J.R.Croft 1986
- 비고사리과 (Lindsaeaceae) C.Presl ex M.R.Schomb. 1848
- 봉의꼬리과 (Pteridaceae) E.D.M.Kirchn. 1831
  - 북바위고사리아과 (Cryptogrammoideae) S.Linds. 2009 (=) Cryptogrammaceae Pic. Serm. 1963
  - 물고사리아과 (Ceratopteridoideae) (J.Sm.) R.M.Tryon 1986 (=) Ceratopteridaceae Underw. 1900
  - 봉의꼬리아과 (Pteridoideae) C.Chr. ex Crabbe, Jermy & Mickel 1975
  - 개부싯깃고사리아과 (Cheilanthoideae) W.C.Shieh 1973 (=) Cheilanthaceae B.K.Nayar 1970
  - 일엽아재비아과 (Vittarioideae) (C.Presl) Crabbe, Jermy & Mickel 1975 (=) Adiantoideae (C.Presl) R.M.Tryon 1986
- 잔고사리과 (Dennstaedtiaceae) Lotsy 1909

진정고사리군 II (Eupolypods II)
- 한들고사리과 (Cystopteridaceae) Schmakov 2001
- 라키도소루스과 (Rhachidosoraceae) X.C.Zhang 2011
- 디플라지옵시스과 (Diplaziopsidaceae) X.C.Zhang & Christenh. 2011
- 꼬리고사리과 (Aspleniaceae) Newman 1840
- 헤미딕티움과 (Hemidictyaceae) Christenh. 2011
- 처녀고사리과 (Thelypteridaceae) Pic.Serm. 1970
- 우드풀과 (Woodsiaceae) Herter 1949
- 야산고비과 (Onocleaceae) Pic.Serm. 1970
- 새깃아재비과 (Blechnaceae) Newman 1844
- 개고사리과 (Athyriaceae) Alston 1956

진정고사리군 I (Eupolypods I)
- 금털고사리과 (Hypodematiaceae) Ching 1975
- 면마과 또는 관중과 (Dryopteridaceae) Herter 1949
  - 면마아과 또는 관중아과 (Dryopteridoideae) B.K.Nayar 1970
  - Elaphoglossoideae (Pic.Serm.) Crabbe, Jermy & Mickel 1975 (=) Elaphoglossaceae Pic.Serm.
- 덩굴고사리과 (Lomariopsidaceae) Alston 1956
- 네프롤레피스과 (Nephrolepidaceae) Pic.Serm. 1975
- 텍타리과 (Tectariaceae) Panigrahi 1986
- 줄고사리과 (Oleandraceae) Ching ex Pic.Serm. 1965 (=) Olandraceae
- 넉줄고사리과 (Davalliaceae) M.R.Schomb. 1848
- 고란초과 (Polypodiaceae) J.Presl & C.Presl 1822
  - 주걱일엽아과 (Loxogrammoideae) H.Schneid. 2011
  - 드리나리아아과 (Drynarioideae) Crabbe, Jermy & Mickel 1975
  - 박쥐난아과 (Platycerioideae) B.K.Nayar 1970
  - 밤일엽아재비아과 (Microsoroideae) B.K.Nayar 1970
  - 고란초아과 (Polypodioideae) B.K.Nayar 1970

## 계통발생학적 관계
2016년 고사리목의 계통 분류는 다음과 같다.

|  | 키스토디움과                                              |
|  |                                                           |
|  | \| \| 론키티스과 \| \| \| \| \| \| 비고사리과 \| \| \| \| |
|  |                                                           |
|  | 론키티스과                                                |
|  |                                                           |
|  | 비고사리과                                                |
|  |                                                           |

|  | 론키티스과 |
|  |            |
|  | 비고사리과 |
|  |            |

|  | 키스토디움과                                              |
|  |                                                           |
|  | \| \| 론키티스과 \| \| \| \| \| \| 비고사리과 \| \| \| \| |
|  |                                                           |
|  | 론키티스과                                                |
|  |                                                           |
|  | 비고사리과                                                |
|  |                                                           |

|  | 론키티스과 |
|  |            |
|  | 비고사리과 |
|  |            |

|  | 잔고사리과                                                                                       |
|  |                                                                                                  |
|  | \| \| 꼬리고사리아목 (진정고사리군 II) \| \| \| \| \| \| 고란초아목 (진정고사리군 I) \| \| \| \| |
|  |                                                                                                  |
|  | 꼬리고사리아목 (진정고사리군 II)                                                                 |
|  |                                                                                                  |
|  | 고란초아목 (진정고사리군 I)                                                                      |
|  |                                                                                                  |

|  | 꼬리고사리아목 (진정고사리군 II) |
|  |                                  |
|  | 고란초아목 (진정고사리군 I)      |
|  |                                  |

|  | 잔고사리과                                                                                       |
|  |                                                                                                  |
|  | \| \| 꼬리고사리아목 (진정고사리군 II) \| \| \| \| \| \| 고란초아목 (진정고사리군 I) \| \| \| \| |
|  |                                                                                                  |
|  | 꼬리고사리아목 (진정고사리군 II)                                                                 |
|  |                                                                                                  |
|  | 고란초아목 (진정고사리군 I)                                                                      |
|  |                                                                                                  |

|  | 꼬리고사리아목 (진정고사리군 II) |
|  |                                  |
|  | 고란초아목 (진정고사리군 I)      |
|  |                                  |

|  | 키스토디움과                                              |
|  |                                                           |
|  | \| \| 론키티스과 \| \| \| \| \| \| 비고사리과 \| \| \| \| |
|  |                                                           |
|  | 론키티스과                                                |
|  |                                                           |
|  | 비고사리과                                                |
|  |                                                           |

|  | 론키티스과 |
|  |            |
|  | 비고사리과 |
|  |            |

|  | 키스토디움과                                              |
|  |                                                           |
|  | \| \| 론키티스과 \| \| \| \| \| \| 비고사리과 \| \| \| \| |
|  |                                                           |
|  | 론키티스과                                                |
|  |                                                           |
|  | 비고사리과                                                |
|  |                                                           |

|  | 론키티스과 |
|  |            |
|  | 비고사리과 |
|  |            |

|  | 잔고사리과                                                                                       |
|  |                                                                                                  |
|  | \| \| 꼬리고사리아목 (진정고사리군 II) \| \| \| \| \| \| 고란초아목 (진정고사리군 I) \| \| \| \| |
|  |                                                                                                  |
|  | 꼬리고사리아목 (진정고사리군 II)                                                                 |
|  |                                                                                                  |
|  | 고란초아목 (진정고사리군 I)                                                                      |
|  |                                                                                                  |

|  | 꼬리고사리아목 (진정고사리군 II) |
|  |                                  |
|  | 고란초아목 (진정고사리군 I)      |
|  |                                  |

|  | 잔고사리과                                                                                       |
|  |                                                                                                  |
|  | \| \| 꼬리고사리아목 (진정고사리군 II) \| \| \| \| \| \| 고란초아목 (진정고사리군 I) \| \| \| \| |
|  |                                                                                                  |
|  | 꼬리고사리아목 (진정고사리군 II)                                                                 |
|  |                                                                                                  |
|  | 고란초아목 (진정고사리군 I)                                                                      |
|  |                                                                                                  |

|  | 꼬리고사리아목 (진정고사리군 II) |
|  |                                  |
|  | 고란초아목 (진정고사리군 I)      |
|  |                                  |

## 폐기된 과
아래는 고사리목에서 폐기된 과의 목록이다.
- 드리나리아과 (Drynariaceae) - 현재 고란초과로 분류
- 그람미티스과 (Grammitidaceae) - 현재 고란초과로 분류
- 김노그람미티스과 (Gymnogrammitidaceae) - 현재 고란초과로 분류
- 주걱일엽과 (Loxogrammaceae) - 현재 고란초과로 분류
- 네프롤레피스과 (Nephrolepidaceae) - 현재는 덩굴고사리과로 분류하기도 함.
- 박쥐난과 (Platyceriaceae) - 현재 고란초과로 분류
- 좀고사리과 (Pleursoriopsidaceae) - 현재 고란초과로 분류
- 일엽아재비과(Vittariaceae) - 현재 봉의꼬리과로 분류

## 참고 문헌
- Eric Schuettpelz. THE EVOLUTION AND DIVERSIFICATION OF EPIPHYTIC FERNS. PhD Thesis Duke University 2007 보관됨 2010-06-20 - 웨이백 머신
- Michael Hassler and Brian Swale. Checklist of Ferns and Fern Allies 2001
- Australian National Botanic Gardens. A classification of the ferns and their allies